# 室生犀星記念館
室生犀星記念館（むろおさいせいきねんかん）は、石川県金沢市千日町にある室生犀星に関する文化施設である。

## 概要
金沢市出身の詩人・小説家である室生犀星の作品や業績を伝え、市民がその文学作品に親しむことを目的に、金沢市が犀星の生誕地跡に2002年（平成14年）に開設した。犀星の名の由来となった石川県金沢市に流れる河川・犀川や養子として幼少期を過ごした雨宝院に近く、金沢の古い町並みの雰囲気を残す住宅街の中にある。室生犀星記念館はオープン以来、2020年1月11日に来館者20万人を達成した。
また、長野県北佐久郡軽井沢町大字軽井沢にも室生犀星記念館が存在している。この記念館は、昭和６年に建てられた別荘を改修したもので、犀星は亡くなる前年の昭和３６年まで毎夏をここで過ごしていた。

## 施設
施設は、1階と2階に展示室を備え、犀星の直筆原稿や遺品などを展示している。1階には常設展示室が2室あり、ガラスに囲まれた中庭や、庭造り好きの犀星が東京都大田区馬込の自宅の庭に置いていた「九重塔」「四方仏のつくばい」などを配した庭がある。2階には常設展示室と企画展示室が1室ずつあるほか、犀星の詩の朗読を聴くことができる体験室や研究・会議室が設けられている。1階受付付近には犀星に関連した資料等を販売するミュージアムショップがある。また、エントランス前には室生犀星生誕地碑が建てられている。

## 利用案内
開館時間
午前9時 - 午後5時00分（入館は午後4時30分まで）
観覧料
一般…310円
団体(20名以上)…260円
65歳以上…210円（祝祭日は無料）
高校生以下…無料
金沢市文化施設共通観覧券が使用できる。

## 周辺施設
- 犀川大橋
- にし茶屋街
- 西茶屋資料館
- 寺町寺院群
- 妙立寺（忍者寺）
- 前田土佐守家資料館

## 交通アクセス
- 金沢駅からバスで20分「片町」バス停下車徒歩6分
- 金沢ふらっとバス（長町ルート）「白菊町」バス停下車